# Construccions de pedra seca XIV (l'Albi)
Les Construccions de pedra seca XIV és una obra de l'Albi (Garrigues) inclosa a l'Inventari del Patrimoni Arquitectònic de Catalunya.

## Descripció
Cabana de pastors utilitzada com a aixopluc ocasional construïda el 1852 i encarada cap al nord-est. Està feta de grans pedres sense desbastar i no s'ha fet servir cap tipus d'argamassa per unir-les. La volta apuntada s'ha construït per aproximació de filades. A l'interior hi ha una menjadora pels animals, una llar de foc i un altell, possiblement utilitzat pel pagès com a dormitori. A l'exterior hi ha una cisterna que recull l'aigua per uns reguerons fets a la roca.